# V jeho očích
V jeho očích (portugalsky Hoje Eu Quero Voltar Sozinho, tj. Dnes se chci vrátit sám, anglicky The Way He Looks) je brazilské romantické drama režiséra Daniela Ribeira z roku 2014. Jde o Ribierův celovečerní debut, založený na jeho předchozím krátkém filmu Eu não Quero Voltar Sozinho (Nechci jít nazpátek sám). Vypráví o sedmnáctiletém chlapci Leonardovi, od narození nevidomém, do jehož kamarádského vztahu s Giovanou vstoupí nový spolužák Gabriel, do něhož se oba zamilují.

## Postavy a obsazení
| Fabio Audi        | Gabriel        |
| Ghilherme Lobo    | Leonardo „Leo“ |
| Tess Amorim       | Giovana „Gi“   |
| Selma Egrei       | Maria          |
| Júlio Machado     | učitel         |
| Isabela Guasco    | Karina         |
| Eucir de Souza    | Carlos         |
| Victor Filgueiras | Guilherme      |
| Naruna Costa      | učitelka       |
| Lúcia Romano      | Laura          |

## Uvedení a přijetí
Film získal cenu Teddy na festivalu Berlinale. Byl nominován jako brazilský zástupce na Oscara za nejlepší cizojazyčný film.
V listopadu 2014 byl film uveden v Praze a Brně na queer filmovém festivalu Mezipatra, který připravil i jeho zvláštní projekce pro slabozraké s dabingem a popisem děje.